# Tomasz Sariusz-Bielski
Tomasz Bielski (Sariusz-Bielski) (ur. 1895, zm. ?) – dyplomata II Rzeczypospolitej

## Życiorys
W 1918 i 1920 służył jako ochotnik w 2 pułku ułanów Wojska Polskiego. Od 1921 pomocnik referenta w Prezydium Rady Ministrów,  2 maja 1922  przeszedł na analogiczne stanowisko do Ministerstwie Spraw Zagranicznych i do 1926 pracował w centrali, korzystając w 1923 z urlopu bezpłatnego.  Od 1 czerwca 1926 r. sekretarz poselstwa RP w Rzymie, od 1 lutego 1927 sekretarz poselstwa RP w Helsinkach. Od 1 grudnia 1927 do 1 sierpnia 1928 r. kierował placówką jako Chargé d’affaires, następnie wrócił na poprzednie stanowisko. 15 lutego 1929 odwołany do Warszawy i przydzielony do Departamentu Politycznego MSZ. Od 1 stycznia 1931 ponownie korzystał z urlopu bezpłatnego. 1 sierpnia 1931 przeniesiony w stan nieczynny, a 31 stycznia 1932 w stan spoczynku.
Dalsze losy nieznane.